# Михайловка (Индустриальное сельское поселение)
Михайловка — хутор в Кашарском районе Ростовской области.
Входит в состав Индустриального сельского поселения.

## География
На хуторе имеются две улицы: Береговая и Юбилейная.

## Население
| 2010 |
| ---- |
| 140  |